# Szkoła powszechna Towarzystwa Kopalń Węgla „Czeladź”
Szkoła powszechna Towarzystwa Kopalń Węgla „Czeladź” − budynek dawnej szkoły powszechnej w Czeladzi wybudowanej na potrzeby Osiedla Robotniczego „Piaski”. Obecnie mieści się tam dom katolicki przy parafii pw. Matki Bożej Bolesnej w Czeladzi.

## Historia budynku
W związku ze stale rosnącą liczbą dzieci przychodzących na świat w rodzinach zamieszkujących osiedle robotnicze i przepełnieniem budynku dotychczasowej placówki oświatowej mieszczącej się przy ul. 3 Kwietnia władze Towarzystwa zdecydowały o budowie nowego obiektu, który miał pełnić funkcję szkoły. W roku 1912 budynek został oddany do użytku. Szkoła pracowała w trybie dwuzmianowym, ponieważ uczęszczało do niej 650 uczniów. Pod koniec 1912 roku stan grona pedagogicznego wynosił 5 nauczycieli i 6 nauczycielek. W szkole pracowali m.in. Czesław Pomirski, Antoni Górzycki, Kazimierz Chwiłowicz, Franciszek Rytel, Zofia Wolska oraz kilkoro nauczycieli, których personaliów nie udało się odnaleźć. W 1937 r. aktem notarialnym na 99 lat za symboliczną złotówkę budynek został oddany w dzierżawę na dom katolicki. Po II wojnie światowej połowę budynku posiadał kopalniany klub sportowy. Dopiero 7 czerwca 1981 r. całość budynku została przekazana parafii. 

## Opis budynku
Budynek powstał na planie wydłużonego prostokąta. Zewnętrzne wymiary nowej szkoły to 13,2 x 38,4 m. Posiada elewację z białej cegły. Łuki oraz dekoracje wykonane zostały z cegły czerwonej podkreślającej m.in. okna oraz wejścia. Posiada również tylne wyjście prowadzące do ogrodu mającego wymiary 50 x 40 m, gdzie dawniej mieściło się również boisko szkolne. Wnętrze posiadało 6 sal lekcyjnych, każda po 50 m², mogących pomieścić 50 uczniów (ówczesna norma − 1 m² na 1 ucznia), pokój nauczycielski, pomieszczenia gospodarcze, a na piętrze mieszkanie służbowe mające około 70 m² przeznaczone dla kierownika szkoły.

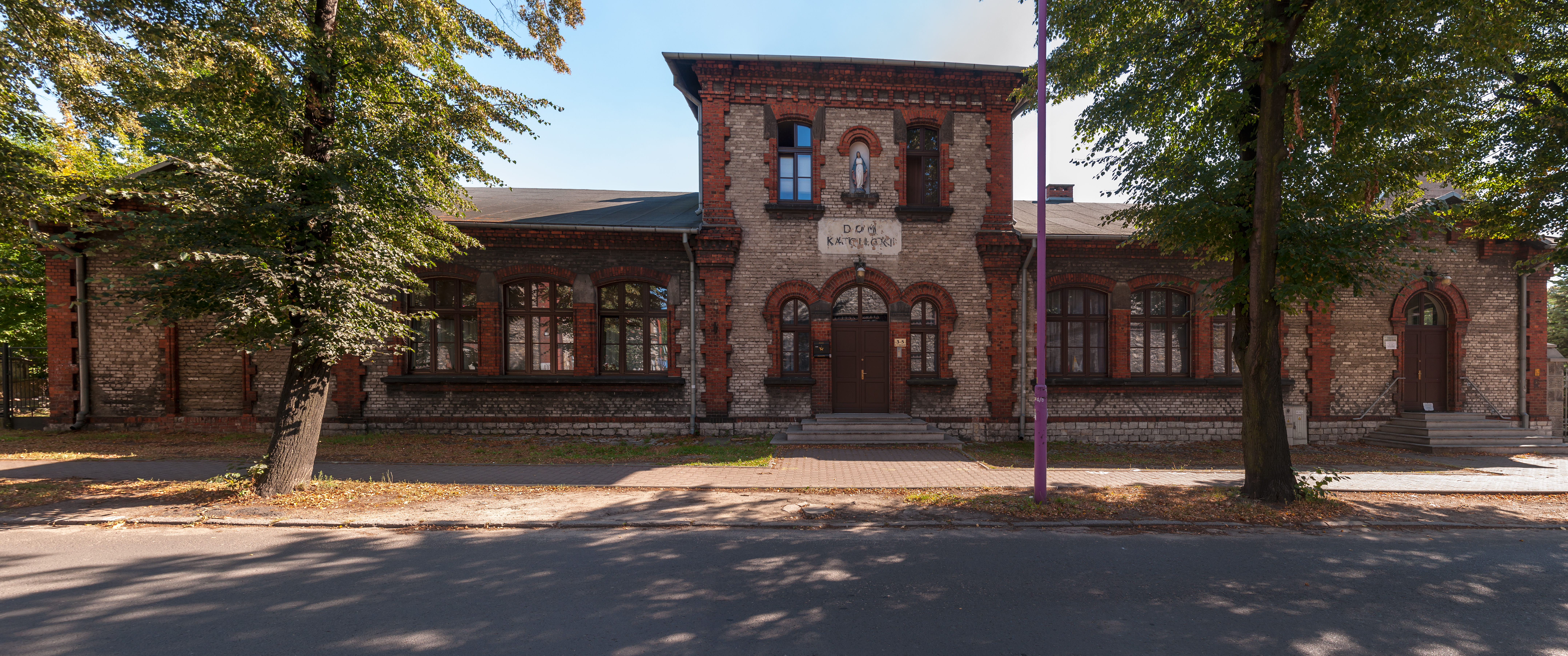
Front budynku dawnej szkoły powszechnej Tow. Kopalń Węgla „Czeladź”

## Polska Macierz Szkolna
Polska Macierz Szkolna w Czeladzi działała w latach 1905−1939. Powstała ona z inicjatywy dr Stefana Falkowskiego oraz ks. Bolesława Pieńkowskiego. W 1906 r. udało się powołać Koło Czeladzkie Polskiej Macierzy Szkolnej. Pierwszym prezesem koła był inż. Jan Brzostowski − dyrektor techniczny kop. „Saturn”. W 1908 r. koło PMS zostało rozwiązane i na jego miejsce powstało Polskie Stowarzyszenie Oświaty. W 1916 r. powróciła PMS. 21 stycznia 1917 r. miało miejsce poświęcenie sztandaru Polskiej Macierzy Szkolnej przez ks. Boratyńskiego. W 1937 r. Polska Macierz Szkolna otrzymała pomieszczenie w domu katolickim. W budynku mieściła się również część zbiorów książkowych PMS. Wspomniany wcześniej sztandar Polskiej Macierzy Szkolnej podczas wojny przechowywał p. Weidel i został odnaleziony w 1982 r. przez Władysława Kwaśniaka.

## Obecna funkcja budynku
Od roku 1937 w budynku znajduje się dom katolicki należący do podlegającej biskupowi sosnowieckiemu Rzymskokatolickiej parafii pw. Matki Bożej Bolesnej. Proboszcz parafii ks. kan. Józef Handerek na przełomie 2019/2020 roku przeprowadził gruntowny remont budynku. W budynku oprócz księży mieszka również organista.